# Hereñuela
Hereñuela es un despoblado que actualmente forma parte de los concejos de Caicedo-Sopeña y Hereña, que está situado en el municipio de Ribera Alta, en la provincia de Álava, País Vasco (España).

## Toponimia
A lo largo de los siglos ha sido conocido también con los nombres de Erenna, Hereana, Irinuela e Iriñuela.

## Historia
Documentado desde 1025 (Reja de San Millán), se desconoce cuándo se despobló.
Actualmente sus tierras son conocidas con el topónimo de Eriñuela.